# Раковіца (Сібіу)
Раковіца (рум. Racovița) — село у повіті Сібіу в Румунії. Входить до складу комуни Раковіца.
Село розташоване на відстані 194 км на північний захід від Бухареста, 19 км на південний схід від Сібіу, 134 км на південний схід від Клуж-Напоки, 98 км на захід від Брашова.

## Населення
За даними перепису населення 2002 року у селі проживали 2135 осіб. Рідною мовою 2132 особи (99,9%) назвали румунську.
Національний склад населення села:
| Національність | Кількість осіб | Відсоток |
| -------------- | -------------- | -------- |
| румуни         | 2121           | 99,3%    |
| угорці         | 14             | 0,7%     |